# Lijst van rijksmonumenten in Vlijmen
De plaats Vlijmen telt 26 inschrijvingen in het rijksmonumentenregister. Hieronder een overzicht.
| Object                                                          | Oorspronkelijke functie? | Bouwjaar                            | Architect       | Locatie                   | Coördinaten?                  | Nr.?   | Afbeelding                                                      |
| --------------------------------------------------------------- | ------------------------ | ----------------------------------- | --------------- | ------------------------- | ----------------------------- | ------ | --------------------------------------------------------------- |
| Nederlands Hervormde Kerk                                       | Kerk en kerkonderdeel    | 13e eeuw en later                   |                 | Grote Kerk 20             | 51° 41' 38" NB, 5° 13' 31" OL | 37868  | Meer afbeeldingen                                               |
| Toren van de Nederlands Hervormde Kerk                          | Kerk en kerkonderdeel    | 13e eeuw (bouw) 15e eeuw (verhoogd) |                 | Grote Kerk 20             | 51° 41' 38" NB, 5° 13' 30" OL | 37869  | Meer afbeeldingen                                               |
| Raadhuis                                                        | Woonhuis                 | 1870                                |                 | Julianastraat 34          | 51° 41' 51" NB, 5° 13' 21" OL | 37870  | Meer afbeeldingen                                               |
| Sint-Jan Geboortekerk                                           | Kerk en kerkonderdeel    | 1864-1866                           | H.J.van Tulder  | Julianastraat 44          | 51° 41' 50" NB, 5° 13' 24" OL | 37871  | Meer afbeeldingen                                               |
| Boerderij van het Kempische langgeveltype                       | Boerderij                |                                     |                 | Meliestraat 44            | 51° 42' 7" NB, 5° 13' 58" OL  | 37872  | Meer afbeeldingen                                               |
| Boerderij van het dwarsdeeltype onder met riet gedekt wolfsdak  | Boerderij                | midden 18e eeuw                     |                 | Nassaudwarsstraat 5       | 51° 41' 24" NB, 5° 12' 46" OL | 37873  | Meer afbeeldingen                                               |
| Venkantbrug (ged.)                                              | Brug                     | 1886                                |                 | Wijk Venkant              | 51° 42' 9" NB, 5° 14' 2" OL   | 492668 | Venkantbrug (ged.)                                              |
| Woonhuis, later gebruikt als dienstwoning                       | Woonhuis                 | ca. 1915                            |                 | Meliestraat 22            | 51° 42' 0" NB, 5° 13' 47" OL  | 517308 | Meer afbeeldingen                                               |
| Bedrijfsgebouw, voormalige brouwerij                            | Industrie                | 1888                                |                 | Meliestraat 20a           | 51° 41' 60" NB, 5° 13' 48" OL | 517309 | Bedrijfsgebouw, voormalige brouwerij                            |
| Woonhuis in neo-renaissancestijl                                | Woonhuis                 | ca. 1890                            |                 | Meliestraat 35            | 51° 42' 5" NB, 5° 13' 52" OL  | 517311 | Woonhuis in neo-renaissancestijl                                |
| Looierij, thans in gebruik als schuur                           | Nijverheid               | 1890                                |                 | Meliestraat 35            | 51° 42' 5" NB, 5° 13' 52" OL  | 517312 | Looierij, thans in gebruik als schuur                           |
| Woonhuis met bedrijfsgedeelte                                   | Woonhuis                 | 1881                                |                 | Pastoor van Akenstraat 34 | 51° 41' 53" NB, 5° 13' 34" OL | 517319 | Woonhuis met bedrijfsgedeelte                                   |
| Woonhuis in de overgangsstijl                                   | Woonhuis                 | 1914                                | Jan van Vlijmen | Julianastraat 48          | 51° 41' 52" NB, 5° 13' 28" OL | 517321 | Meer afbeeldingen                                               |
| Woonhuis met artsenpraktijk                                     | Woonhuis                 | 1895                                |                 | Julianastraat 1           | 51° 41' 49" NB, 5° 13' 8" OL  | 517322 | Woonhuis met artsenpraktijk                                     |
| Vrijstaand woonhuis                                             | Woonhuis                 | 1915                                |                 | Julianastraat 25          | 51° 41' 54" NB, 5° 13' 29" OL | 517323 | Vrijstaand woonhuis                                             |
| Woonhuis                                                        | Woonhuis                 | 1860                                |                 | Meliestraat 24            | 51° 42' 0" NB, 5° 13' 49" OL  | 517324 | Woonhuis                                                        |
| Woonhuis, aan de dijk gelegen, aan het einde van de Meliestraat | Woonhuis                 | 1870                                |                 | Meliestraat 54            | 51° 42' 10" NB, 5° 14' 2" OL  | 517325 | Woonhuis, aan de dijk gelegen, aan het einde van de Meliestraat |
| Woonhuis                                                        | Woonhuis                 | 1898                                | A.Th. van Elmpt | Meliestraat 19            | 51° 41' 59" NB, 5° 13' 42" OL | 517326 | Woonhuis                                                        |
| Woonhuis, vertoont kenmerken van het eclecticisme               | Woonhuis                 | 1880                                |                 | Meliestraat 31            | 51° 42' 3" NB, 5° 13' 49" OL  | 517327 | Woonhuis, vertoont kenmerken van het eclecticisme               |
| Woonhuis                                                        | Woonhuis                 | 1868                                |                 | Meliestraat 43            | 51° 42' 9" NB, 5° 13' 59" OL  | 517328 | Woonhuis                                                        |
| Villa                                                           | Woonhuis                 | 1860                                |                 | Wolput 30                 | 51° 41' 44" NB, 5° 12' 41" OL | 517330 | Villa                                                           |
| Bedrijfsgebouw met kantoor en woonhuis                          | Industrie                | 1920                                |                 | Wolput 72a                | 51° 41' 47" NB, 5° 12' 10" OL | 517331 | Bedrijfsgebouw met kantoor en woonhuis                          |
| Woonhuis aan de wolput                                          | Woonhuis                 | 1874                                |                 | Wolput 35                 | 51° 41' 42" NB, 5° 12' 41" OL | 517332 | Woonhuis aan de wolput                                          |
| Heilig Hartbeeld                                                | Gedenkteken              | 1922                                |                 | Julianastraat 44          | 51° 41' 48" NB, 5° 13' 18" OL | 517351 | Heilig Hartbeeld                                                |
| Electriciteitspalen                                             | Stoep                    |                                     |                 | Molenhoek (bij)           | 51° 42' 1" NB, 5° 14' 5" OL   | 517352 | Electriciteitspalen                                             |
| Woonhuis                                                        | Woonhuis                 | 1900                                |                 | Meliestraat 20            | 51° 42' 0" NB, 5° 13' 47" OL  | 525778 | Meer afbeeldingen                                               |